# Østsibirisk tajga
Økozonen østsibirisk taiga dækker det meste af det nordøstlige Asien, hvor den er den potentielle vegetation. Zonen er en del af det palæarktiske biom nåleskov.

## Biodiversitet
Store dele af taigaen dækker to floders, Jenisejs og Lenas, afvandingsområder. Den østsibiriske taiga er en åben skov, som ganske vist er domineret af stedsegrønne nåletræer, men hvor også Sibirisk Lærk (Larix sibirica) og forskellige løvtræarter har en betydelig rolle i plantesamfundene. Taigaen er det største område i verden, hvor man finder uforstyrret natur. Den dækker mere end 25 % af Ruslands areal.
Naturen er meget righoldig midt i området nær Bajkalsøen. Den lysegrønne farve fra Lærk, Birk, Poppel og El dækker de laveste områder. Højere oppe finder man områder med mørk nåleskov, som rummer Ædelgran og Gran.
I modsætning til de menneskepåvirkede, europæiske skove har taigaen træer i alle aldersgrupper. Man finder dem lige fra helt nyspirede til ældgamle giganter på 500-600 år, ja helt op til 800 år gamle. "Angara Fyr", som er en lokal frøkilde af Skovfyr (Pinus sylvestris), har et uovertruffet ved og vokser vildt her som det eneste sted i verden.
De mange Birke–fyrreskove og Birke–aspeskove er nødvendige successionstrin i udviklingen tilbage mod fyrreskoven, som er klimaks i disse egne.

## Dominerende planter
- Almindelig Blåbær (Vaccinium myrtillus)
- Almindelig Tranebær (Vaccinium oxycoccus)
- Dahurisk Lærk (Larix dahurica)
- Dværg-Birk (Betula nana)
- Sibirisk Fyr (Pinus sibirica) – kaldes "Ceder" i amerikanske tekster!
- Sibirisk Gran (Picea ovovata)
- Sibirisk Ædelgran (Abies sibirica)

## Dominerende dyr
- Brun Bjørn (Ursus arctos)
- Elg (Alces alces)
- Jærv (Gulo gulo)
- Ren (Rangifer tarandus)
- Ræv (Vulpes vulpes)
- Ulv (Canis lupis)
- Zobel (Martes zibellina)

60°N 100°Ø / 60°N 100°Ø